# Municipio de Stevenson
El municipio de Stevenson (en inglés: Stevenson Township) es un municipio ubicado en el condado de Marion en el estado estadounidense de Illinois. En el año 2010 tenía una población de 1301 habitantes y una densidad poblacional de 13,68 personas por km².

## Geografía
El municipio de Stevenson se encuentra ubicado en las coordenadas 38°36′13″N 88°51′48″O / 38.60361, -88.86333. Según la Oficina del Censo de los Estados Unidos, el municipio tiene una superficie total de 95.09 km², de la cual 94,99 km² corresponden a tierra firme y (0,11 %) 0,1 km² es agua.

## Demografía
Según el censo de 2010, había 1301 personas residiendo en el municipio de Stevenson. La densidad de población era de 13,68 hab./km². De los 1301 habitantes, el municipio de Stevenson estaba compuesto por el 97,62 % blancos, el 0,15 % eran afroamericanos, el 0,46 % eran amerindios, el 0,23 % eran asiáticos, el 0,23 % eran de otras razas y el 1,31 % eran de una mezcla de razas. Del total de la población el 0,77 % eran hispanos o latinos de cualquier raza.